# أسياغو
أسياغو (بالإنجليزية: Asiago)‏ كانت هذه القرية مقر أحداث إحدى معارك الحرب العالمية الأولى، وهي معركة أسياغو.

## المناخ
يظهر الجدول التالي التغييرات المناخية على مدار السنة لأسياغو:
| البيانات المناخية لـأسياغو        | البيانات المناخية لـأسياغو | البيانات المناخية لـأسياغو | البيانات المناخية لـأسياغو | البيانات المناخية لـأسياغو | البيانات المناخية لـأسياغو | البيانات المناخية لـأسياغو | البيانات المناخية لـأسياغو | البيانات المناخية لـأسياغو | البيانات المناخية لـأسياغو | البيانات المناخية لـأسياغو | البيانات المناخية لـأسياغو | البيانات المناخية لـأسياغو | البيانات المناخية لـأسياغو |
| الشهر                             | يناير                      | فبراير                     | مارس                       | أبريل                      | مايو                       | يونيو                      | يوليو                      | أغسطس                      | سبتمبر                     | أكتوبر                     | نوفمبر                     | ديسمبر                     | المعدل السنوي              |
| --------------------------------- | -------------------------- | -------------------------- | -------------------------- | -------------------------- | -------------------------- | -------------------------- | -------------------------- | -------------------------- | -------------------------- | -------------------------- | -------------------------- | -------------------------- | -------------------------- |
| متوسط درجة الحرارة الكبرى °م (°ف) | 6.2 (43.2)                 | 9 (48)                     | 13.1 (55.6)                | 17.5 (63.5)                | 22.6 (72.7)                | 26.2 (79.2)                | 28.9 (84.0)                | 27.9 (82.2)                | 24.5 (76.1)                | 18.8 (65.8)                | 11.8 (53.2)                | 6.9 (44.4)                 | 17.8 (64.0)                |
| متوسط درجة الحرارة الصغرى °م (°ف) | −1.8 (28.8)                | 0 (32)                     | 3.2 (37.8)                 | 7 (45)                     | 11.4 (52.5)                | 15.1 (59.2)                | 17.3 (63.1)                | 16.6 (61.9)                | 13.5 (56.3)                | 8.4 (47.1)                 | 3.3 (37.9)                 | −0.9 (30.4)                | 7.8 (46.0)                 |
| معدل هطول الأمطار مم (إنش)        | 83.82 (3.30)               | 78.74 (3.10)               | 88.90 (3.50)               | 96.52 (3.80)               | 101.60 (4.00)              | 104.14 (4.10)              | 73.66 (2.90)               | 101.60 (4.00)              | 76.20 (3.00)               | 93.98 (3.70)               | 109.22 (4.30)              | 78.74 (3.10)               | 1٬087٫12 (42.8)            |
| المصدر: Weather.com, Asiago       |                            |                            |                            |                            |                            |                            |                            |                            |                            |                            |                            |                            |                            |

## السكان
تطور النمو السكاني لـ أسياغو

## توأمة
لأسياغو اتفاقيات توأمة مع كل من:
- سيناي
- نوفينتا فيسينتينا
- تيمبيو باوسانيا

## أعلام
- جيانفرانكو ستيلا
- دارسي روبنسون
- باولو لونغو بورغيني
- فيليبو أمبروزيني